# PGA Benelux Trophy 2012
De derde editie van de PGA Benelux Trophy werd in 2012 gespeeld op 25 en 26 juli, wederom op de Limburg Golf & Country Club. De eerste prijs was een geldbedrag van € 3250,=. De Pro-Am wordt op zaterdag 27 juli gespeeld.

## Verslag
De par van de baan is 72.

#### Ronde 1
Er werd goed gespeeld, veertien spelers bleven onder par. Joes van Uden maakte zeven birdies en ging aan de leiding met -6, de tweede plaats werd gedeeld door Inder van Weerelt, Richard Kind en Hayo Bensdorp, die met een eagle eindigde. Beste Belg was Gerald Gresse, hij maakte een ronde van -3.

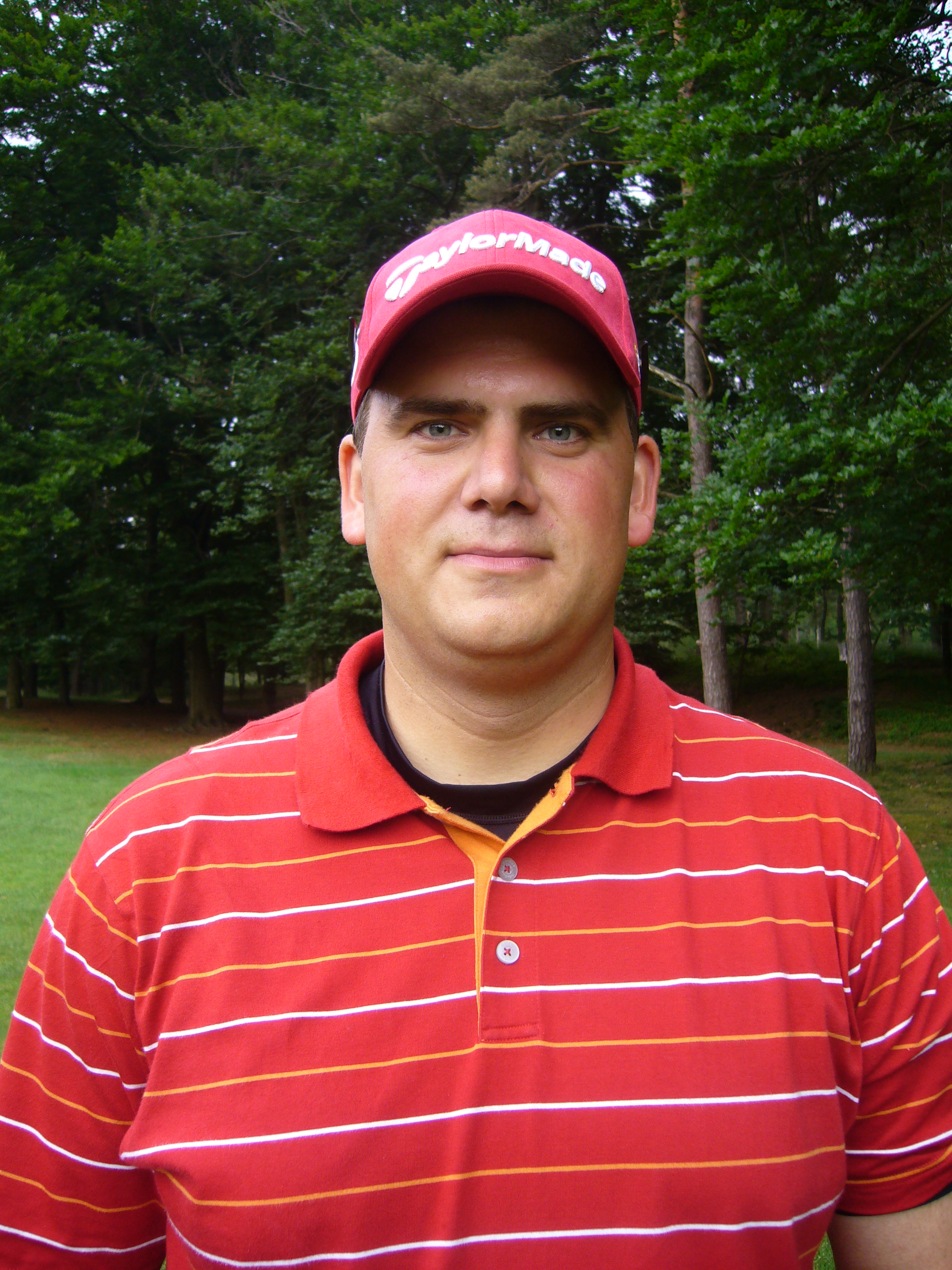
Joes van Uden
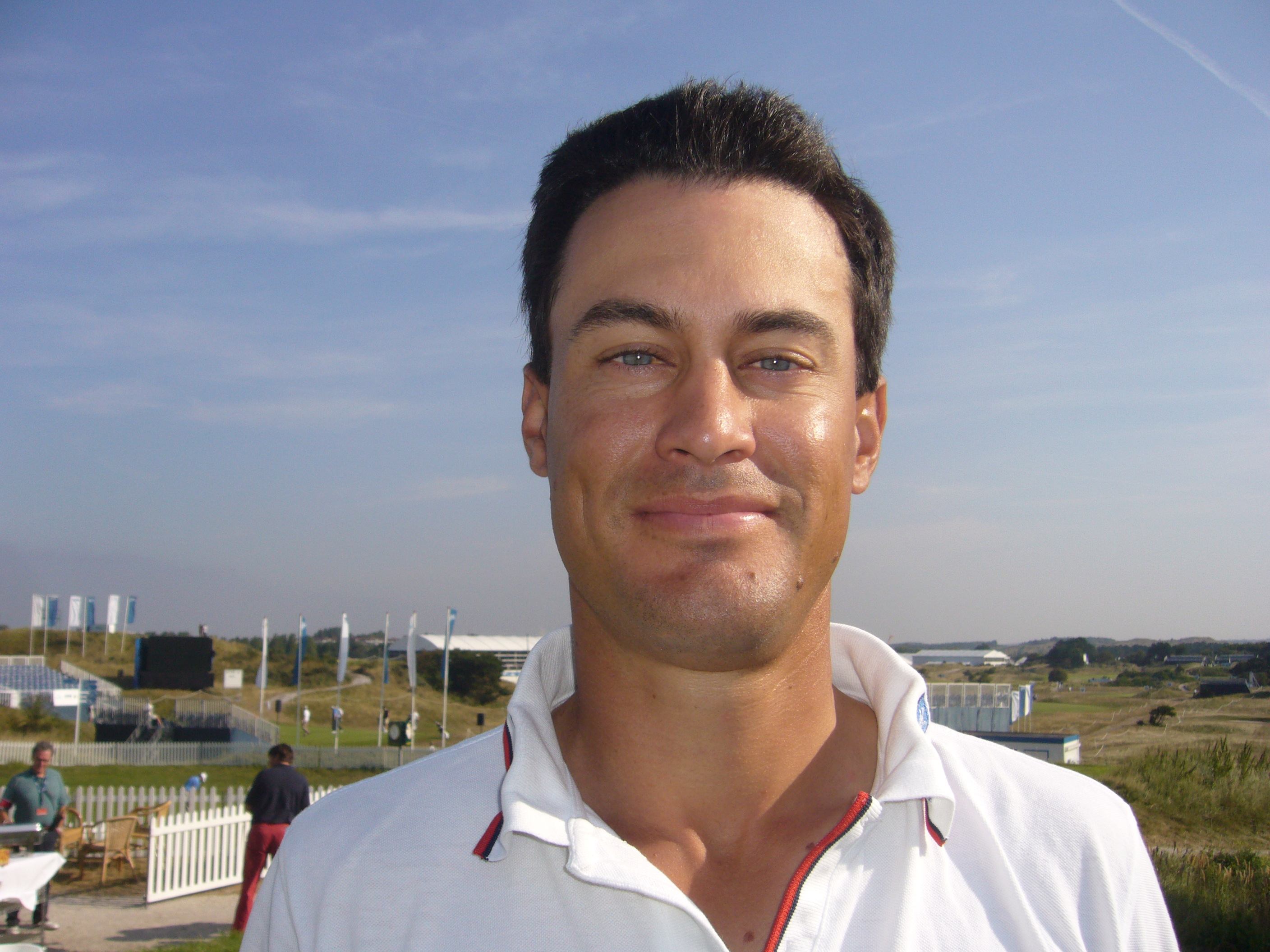
Inder van Weerelt
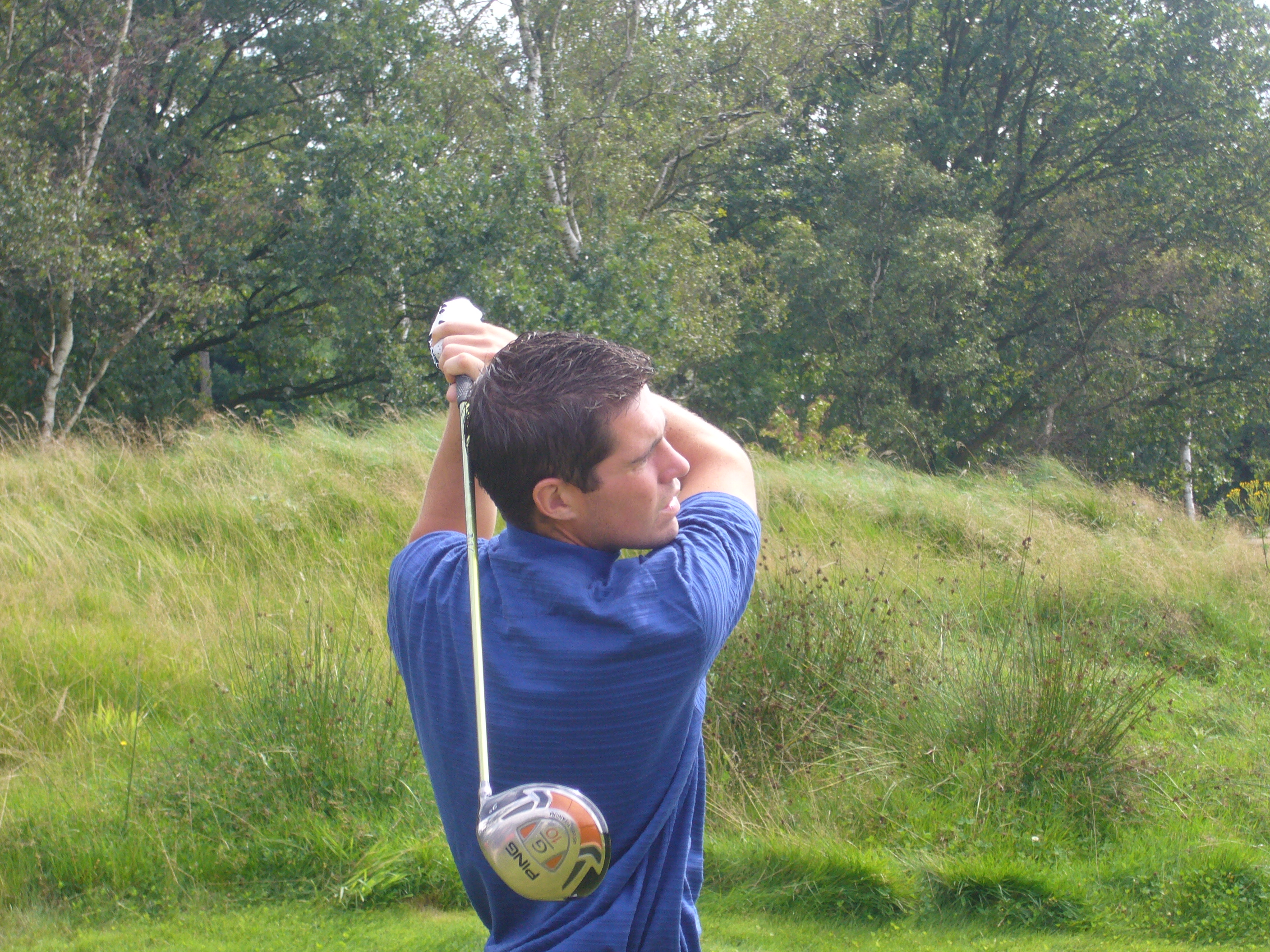
Richard Kind
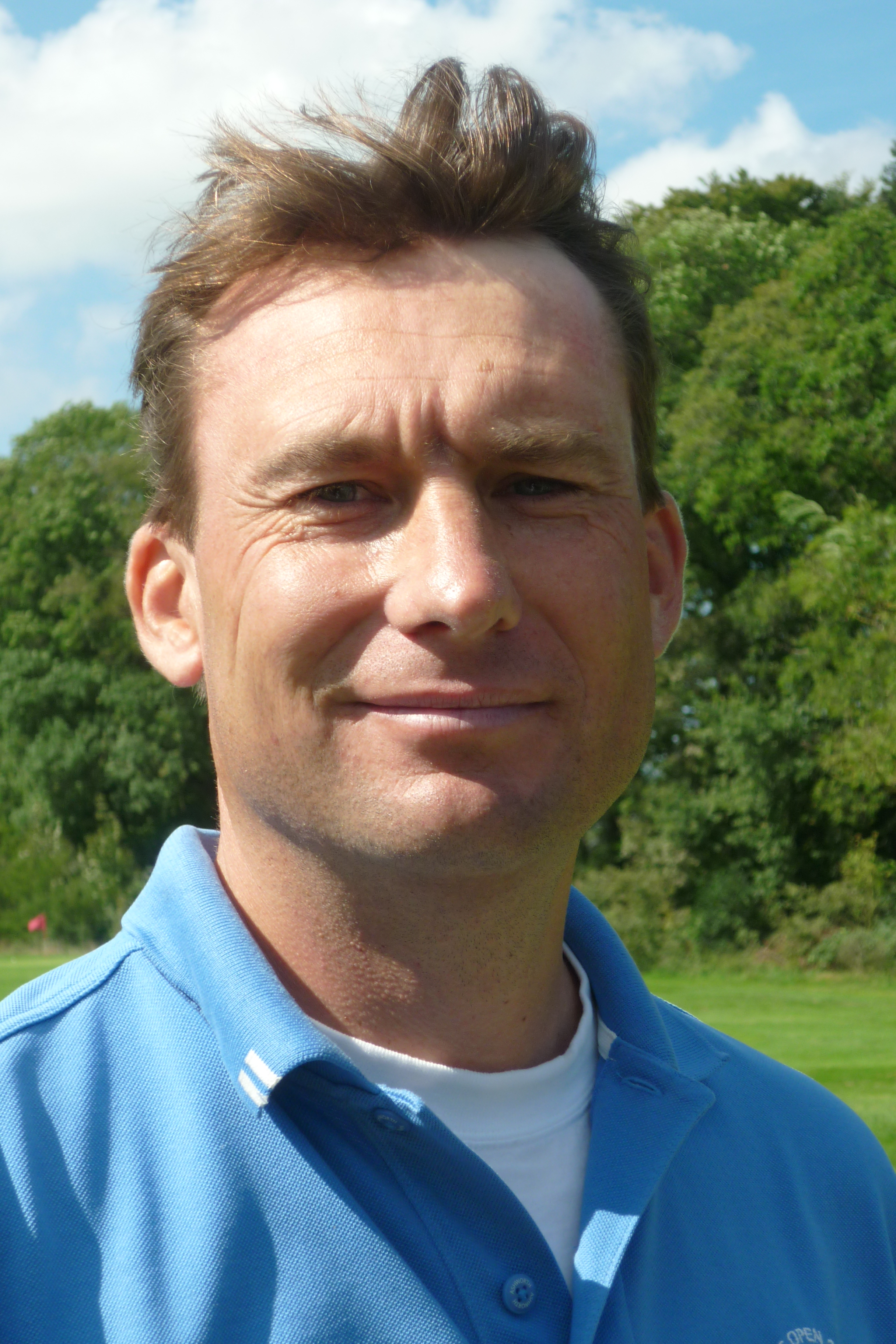
Hayo Bensdorp
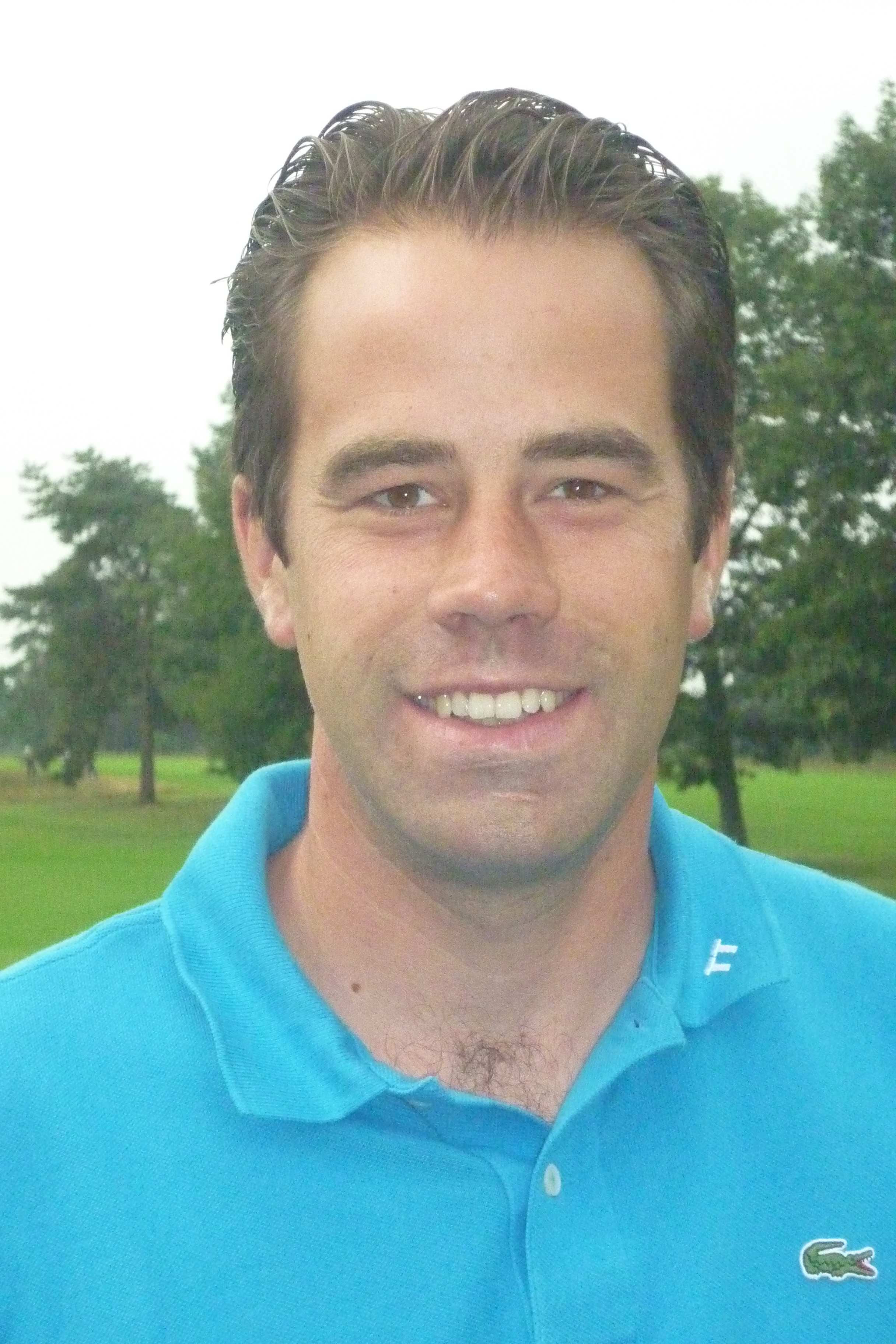
Gerald Gresse

#### Ronde 2
De laatste ronde maakte Joes van Uden een ronde van 75 (+3) en Inder van Weerelt van 69, waarmee Van Weerelt het toernooi won. Joost Steenkamer eindigde mooi op de 2de plaats, Fernand Osther en Richard Kind deelden de 3de plaats.
De beste toernooironde bleef 66 en staat op naam van Van Uden.
| Naam              | R1 | Nr  | R2 | Totaal | Nr |
| ----------------- | -- | --- | -- | ------ | -- |
| Inder van Weerelt | 68 | T2  | 69 | 137    | 1  |
| Joost Steenkamer  | 70 | T8  | 68 | 138    | 2  |
| Fernand Osther    | 71 | T12 | 68 | 139    | T3 |
| Richard Kind      | 68 | T2  | 71 | 139    | T3 |
| Gilles Monville   | 70 | T8  | 70 | 140    | T5 |
| Hayo Bensdorp     | 68 | T2  | 72 | 140    | T5 |
| Joes van Uden     | 66 | 1   | 75 | 141    | T7 |

| Leider |  | Toernooirecord |

## Spelers
| - Andrew Allen - Alain Anthonissen - Sam Baeyens - Geert-Jan Bakker - Arnaud Beaupain - Geoffrey Beernaert - Erik Bekker - Hayo Bensdorp - Antoine Boerdonk - John Boerdonk - Alexander Born - Kevin Broekhuis - Lars Buijs - Ben Collier - Floris de Haas - Edward de Jong - Mathieu De Lille - Blair Dempsey - Niels den Breejen - Ko Dooms - Celso Dos Santos Cyrus - Kars Gresel - Gerald Gresse - Andrew Hastie - Michiel Hermans | - Dave Hoekstra - David Il Carazo - Francesco Isola - Hugues Joannes (2010) - Florus Josten - Jules Kappen - Richard Kind - Remo Kuypers - Paeder Lawlor - Bruce Loome - George Mackechnie - Tanguy Marionex - Sven Maurits - Michael Meerman - Jeffrey Meijer - Thomas Merkx - Ralph Miller - Christopher Mivis - Pascal Mols - Gilles Monville - Tammo Murris - Lawrence Möger - François Nicolas - Nicolas Nubé - Wouter Oosting | - Fernand Osther - Paardekooper, Roderick - Patrick Pira - Tim Planchin - Mark Reynolds - Dirk Rothuizen - Alain Ruiz Fonhof - Xavier Ruiz Fonhof - Bas Scheepens - Ramon Schilperoord - Brian Schutz - Eduard Schwarz - Andrew Scullion - Gaël Seegmuller - André Seepma - Maarten Siebelink - Vincent Simoni - Gavin Singleton - Thijs Spaargaren - Tjeerd Staal - Joost Steenkamer - Arjan Stokman - Ronald Stokman - Robin Swane (2011) - Yuri Tadiotto | - Maxime Theunis - Hiddo Uhlenbeck - Sam Van Antenhove - Wouter van Beurden - Rinus van Blankers - Fabien Van Damme - Ricardo van de Venn - Jos van den Hurk - Maarten van Eijck - Jan-Willem van Hoof - Olivier Van Raefelgem - Joes van Uden - Inder van Weerelt - Raphaël Vanbegin - Flory Vercruyce - Marcel Vollema - Michiel Vyncke - Guillaume Watremez - Ruben Wechgelaer - Gerben Wijnstra - Manoël Willems - Olivier Withofs - Perry Wouterse |